# Death (banda de protopunk)
Death es un grupo musical estadounidense formado en Detroit, Michigan, en 1971 por los hermanos Bobby Hackney (bajo, voz), David Hackney (19 de marzo de 1952 - 9 de octubre de 2000) (guitarra),  y Dannis Hackney (batería).
El trío comenzó como un grupo de funk, pero rápidamente su estilo cambio al rock después de ver en vivo a The Who y Alice Cooper .   El crítico musical Peter Margasak escribió que David "empujó al grupo en una dirección de hard rock que veía a el punk, y si bien esto ciertamente no los ayudó a encontrar seguidores a mediados de los 70, hoy los hace parecer visionarios"; el propio David ha sido llamado "el visionario del grupo".   Publicaciones como Gawker los han nombrado como una de las primeras bandas de punk rock.  La banda se separó en 1977, pero el interés inesperado en su música dio lugar a que el sello discográfico independiente Drag City lanzara sus grabaciones inéditas de 1975 en 2009, y la banda se reformara. 

## Historia

### Formación (1964-1975)
En 1964, los tres jóvenes hermanos Hackney (David, Bobby y Dannis) vieron la primera aparición de los Beatles en The Ed Sullivan Show con su padre. Al día siguiente, David encontró una guitarra abandonada y la usó para comenzar a aprender a tocar. Los hermanos Bobby y Dannis pronto siguieron el mismo ejemplo y comenzaron a tocar música juntos. Más tarde, el joven trío compró los mejores instrumentos que pudieron permitirse con el dinero que su madre ganó en un acuerdo por un accidente automovilístico. 
Los hermanos practicaron y grabaron sus primeros demos en una habitación de la casa familiar y realizaron sus primeros conciertos en su garaje.  La banda se formó en 1971 y originalmente se llamaba Rock Fire Funk Express. El guitarrista David convenció a sus hermanos de cambiar el nombre de la banda a Death en 1973 después de que su padre muriera en un accidente. David quería cambiar el significado de la palabra: "Su concepto era hacer pasar la muerte de lo negativo a lo positivo. Era difícil de vender", recordó Bobby Hackney en 2010.  El nombre los distinguía de otras bandas compuestas exclusivamente por negros; su estilo musical, una innovación en un enfoque musical ya evidente en Detroit, demarcaba aún más a Death, "sin duda" la primera banda punk compuesta exclusivamente por negros y quizás la primera banda punk en general.  

### Grabación y disolución del álbum (1975-1977)
El 18 de febrero de 1975, Death grabó siete canciones escritas por David y Bobby en los United Sound Studios de Detroit con el ingeniero Jim Vitt. Según la familia Hackney, el presidente de Columbia Records, Clive Davis, financió las sesiones de grabación, pero imploró a la banda que cambiara su nombre a algo más comercialmente aceptable. Cuando los Hackney se negaron, Davis dejó de apoyarlos.  Bobby y Dannis dudaron sobre esta decisión y finalmente priorizaron la relación fraternal.  La banda sólo grabó siete canciones en lugar de la docena prevista. Al año siguiente autoeditaron un sencillo extraído de estas sesiones en su sello Tryangle Records.[cita requerida] El sencillo "Politicians in My Eyes" b/w "Keep On Knocking" tuvo una tirada de sólo 500 copias. 
Los hermanos Hackney terminaron la banda en 1977. Luego los hermanos se mudaron a Burlington, Vermont, y lanzaron dos álbumes de gospel rock como The 4th Movement a principios de la década de 1980. David regresó a Detroit en 1982 y murió de cáncer de pulmón en 2000. Bobby y Dannis todavía residen en Vermont y lideran la banda de reggae Lambsbread. Dannis es actualmente el baterista de la banda de rock/funk de Vermont The Aerolites. 

### Redescubrimiento y reforma (2009-actualidad)
Copias del 7" de "Politicians in My Eyes" y la historia de la Muerte continuaron circulando en círculos de coleccionistas, con algunas copias vendiéndose por $800 debido a su extrema rareza;  una fuente de ellas fue Don Schwenk, un amigo de los Hackneys a quien originalmente se le encargó crear la carátula del álbum para el próximo LP, y recibió una caja de los sencillos a cambio.  Los MP3 de las dos canciones del sencillo finalmente llegaron a Chunklet en 2008; en esa época, el hijo de Bobby Hackney, Julian, se mudó a California y escuchó las canciones de Death después de una recomendación de un compañero de habitación y reconoció de inmediato la voz de su padre.  Una vez que la noticia del descubrimiento y la historia de Death comenzó a difundirse, finalmente llegó a Drag City Records, quien se puso en contacto con los Hackney sobre el posible lanzamiento del álbum, quienes proporcionaron al sello la cinta maestra original: En 2009, Drag City lanzó las siete canciones de Death de sus sesiones de United Sound de 1975 en CD y LP bajo el título ... Para que todo el mundo lo vea . 
Mientras tanto, los hijos de Bobby Hackney (Julian, Urian y Bobby Jr.), queriendo difundir más la noticia, formaron una banda llamada Rough Francis (llamada así por un apodo que ocasionalmente usaba su tío David), haciendo versiones de las canciones de Death después de descubrir las viejas grabaciones en línea. Un artículo de Mike Rubin en The New York Times de marzo de 2009,  que cubría uno de los shows en vivo de Rough Francis y la historia de Death presentó la banda a un público aún más amplio.  La popularidad finalmente llegó a Mickey Leigh, quien invitó a ambas bandas a tocar en la fiesta de cumpleaños de Joey Ramone .  En septiembre de 2009, un Death reformado tocó tres shows con los miembros originales Bobby y Dannis Hackney, con el guitarrista de Lambsbread, Bobbie Duncan, tomando el lugar del fallecido David Hackney.  Durante una actuación en 2010 en el Festival Boomslang en Lexington, Kentucky, la banda anunció que Drag City lanzaría un nuevo álbum con demos y cortes preliminares anteriores a las sesiones de 1975. El álbum Spiritual • Mental • Physical fue lanzado en enero de 2011.  En 2014, Death lanzó su tercer álbum de estudio III, y en 2015 se lanzó su disco más reciente, titulado NEW .  

## Arte
David era parte integral del estilo de la banda, el de misticismo y "espiritualidad excéntrica". 

## Miembros
- Bobby Hackney, Sr. – voz, bajo (1964–1977, 2009–presente)
- Dannis Hackney – batería (1964–1977, 2009–presente)
- Julian Hackney – guitarra (2023-presente)
- Urian Hackney – guitarra (2023-presente)

### Miembros anteriores
- David Hackney – guitarras (1964–1977, murió en 2000)
- Bobbie Duncan – guitarras (2009–2023)

## Discografía

### Como el 4º Movimiento
- El LP The 4th Movement (lanzado en 1980 por Tryangle Records)
- Totally LP (lanzado en 1982 por Tryangle Records)

### Como RockFire Funk Express
- "People Save the World" / "RockFire Funk Express", sencillo de 7" (grabado en 1973, lanzado en 2013 por Third Man Records )

### Como Death
- "Politicians in My Eyes" b/w "Keep On Knocking", sencillo de 7" (grabado en 1975, lanzado en 1976 por Tryangle Records, reeditado en 2013 por Drafthouse Films )
- "Where Do We Go From Here" 7" single (grabado en 1976, lanzado en 1980 por Tryangle Records)
- ... Para que todo el mundo lo vea (grabado en 1975, publicado en 2009 por Drag City )
- Espiritual • Mental • Físico (grabado entre 1974 y 1976, publicado en 2011 por Drag City)
- "Relief", sencillo en línea (lanzado en 2012 por CD Baby) [17]
- Grabación demo sin editar de "Politicians in My Eyes" (grabada en 1974, lanzada en línea en 2013 por Drafthouse Films)
- III (grabado entre 1975 y 1992, publicado en 2014 por Drag City)
- NUEVO (lanzado en 2015 por TryAngle Records)
- "Cease Fire" (lanzado en 2017 por TryAngle Records)
- "Give It Back" (lanzado en 2018 por TryAngle Records)
- Split de "Death / Rough Francis" (lanzado en 2023 por Drag City) [18]

## Filmografía
- A Band Called Death DVD/Blu-ray (2013, Drafthouse Films)

## Cultura popular
- En 2010, su canción "Freakin' Out" se utilizó en un episodio de la comedia How I Met Your Mother titulado "False Positive" (temporada 6, episodio 12), [19] así como en el episodio de Ash vs. Evil Dead "The Killer of Killers" (temporada 1, episodio 6). [20]
- La canción "Politicians in My Eyes" se utilizó en la temporada 7, episodio 5 ("Bottoms Up") de la serie de HBO Entourage en 2010.
- En 2011, su canción "You're a Prisoner" fue utilizada en la película Kill the Irishman . [21]
- En 2012 se estrenó un documental independiente sobre la banda titulado A Band Called Death, dirigido por Jeff Howlett y Mark Covino. [3]
- Las canciones "Politicians in My Eyes" y "Keep On Knocking" aparecieron en el episodio 13 de la temporada 4 de Childrens Hospital en 2012.
- En 2014, la canción de la banda "Politicians in My Eyes" apareció en el documental de surf Strange Rumblings in Shangri-La . [22]
- Una versión de "Where Do We Go from Here" con las voces editadas se usa a menudo como música de fondo durante el programa del domingo por la noche de Wayne Resnick en KFI AM 640 .
- En 2015, la canción de la banda "Keep On Knocking" apareció como parte de la banda sonora del videojuego Tony Hawk's Pro Skater 5. [23]
- La canción “Politicians in My Eyes” se utilizó en el episodio piloto de la serie Detroiters de Comedy Central en 2017.
- En 2018, la canción de la banda "Politicians in My Eyes" apareció como tema principal de la segunda temporada del podcast Crimetown de Gimlet Media . [24]
- La canción "Politicians in My Eyes" apareció en la película Native Son de 2019. El raro single del disco también fue un punto de la trama durante la película.
- La canción "Freakin Out" apareció en la película de comedia de terror stop-motion de 2022 Wendell and Wild . [25]
- "Keep On Knocking" se incluyó en la banda sonora de la película de 2022, Jackass Forever . [26]